# Misericordia Dei
Misericordia Dei (en français, la " grâce de Dieu ") est le titre d'une lettre apostolique rédigée par le pape Jean-Paul II pour favoriser et reformuler l'importance de la confession. La lettre est sous-titrée " Sur certains aspects de la confession " et fut promulguée le 7 avril 2002 à Rome, publiée en tant que Motu proprio et fut personnellement signée par lui.